# 바벤하이머
바벤하이머(영어: Barbenheimer), 오펜바비(Oppenbarbie), 바비하이머(Barbieheimer), 혹은 보펜하이머(Boppenheimer)는 미국과 일부 나라에서 2023년 7월 21일 동시에 개봉한 블록버스터 영화 《바비》(Barbie)와 《오펜하이머》(Oppenheimer)를 가리켜 개봉 이전부터 소셜 미디어에서 돌기 시작한 인터넷 현상을 일컫는 단어이다. 각 단어는 해당 영화 두 편의 제목을 합친 말이다. 워너브러더스가 배급한 《바비》는 마텔 사의 패션 인형인 바비를 다룬 그레타 거윅 감독의 판타지 코미디 영화이며, 유니버설 스튜디오가 배급한 《오펜하이머》는 평전인 《아메리칸 프로메테우스》를 원작삼아 제2차 세계 대전 중 최초의 핵무기를 개발한 맨해튼 프로젝트의 과학 책임자이자 물리학자인 로버트 오펜하이머를 다룬 크리스토퍼 놀란 감독의 서사 전기 드라마 영화로, 두 영화의 정반대 분위기는 인터넷에서 재미있는 반응을 불러일으켰다. 인터넷 밈이 형성되었으며 비공식 상품도 팔렸다. 《폴리곤》은 두 영화를 "극단적인 반대"라고 표현했고, 《버라이어티》는 이 현상을 "올해의 영화 사건"라고 불렀다.
《바비》와 《오펜하이머》의 같은 일자 동시 개봉은 처음에는 카운터프로그래밍의 사례로, 여기서는 앞서 2023년 7월 21일로 미국 개봉일을 정한 《오펜하이머》에 맞서 《바비》가 같은 일자로 개봉일을 정해 맞불을 놓는 형태였다. 그러나 개봉일이 다가옴에 따라 두 영화가 서로 경쟁을 벌이는 대신 관객이 두 편을 함께 관람해야 한다는 의견이 생겨난 것은 물론이고 두 편을 어떤 순서로 볼 지에 대한 논의도 형성됐으며, 두 영화의 출연진은 관객들에게 두 편을 같은 일자에 보도록 권장함으로써 화답했다. 이 트렌드에 참여한 유명인사에는 배우 톰 크루즈가 포함되어 있는데, 크루즈가 주연이자 제작자로 참여한 《미션 임파서블: 데드 레코닝 PART ONE》이 극장에서 상영되는 동안 두 영화 모두 보고자 영화관 입장권을 구매했다.
두 영화 모두 호평을 받았으며 흥행 기대치를 뛰어 넘었다. 바벤하이머 두 영화의 차이점에 대한 농담으로 시작되었으나 몇몇 매체 전문 논평가들이 두 영화의 유사점을 지적했는데, 두 편 모두 인류세의 이론적 개념을 탐구하는 영화로 분석되었으며, 둘 다 아카데미상 후보에 오른 감독(그레타 거윅과 크리스토퍼 놀란은 제90회 시상식에서 각각 《레이디 버드》와 《덩케르크》로 감독상 후보에 올랐다)이 연출을 맡았고, 대규모 앙상블 출연진을 자랑하며, 부부가 운영하는 영화 제작사(각각 《바비》는 마고 로비와 톰 애컬리 부부의 러키챕 엔터테인먼트, 《오펜하이머》는 놀란 감독과 에마 토머스 부부의 신카피)에서 제작에 참여했다.
한편, 대한민국에서는 《바비》가 2023년 7월 19일에 개봉했으며, 《오펜하이머》는 같은 해 8월 15일에 개봉했다.

## 같이 보기
- 2023년 영화
- 냉전
- 낙천주의